# أتلانتا
أتلانتا، أو أطلنطا (بالإنجليزية: Atlanta)، هي عاصمة ولاية جورجيا الأمريكية وأكبر مدنها من حيث السكان، حيث قدر عدد سكانها في عام 2016 بنحو 472,522 نسمة. أتلانتا هي المركز الثقافي والاقتصادي لمنطقة أتلانتا الحضرية، موطن لنحو 5,710,795 نسمة وتاسع أكبر منطقة حضرية في الولايات المتحدة. أتلانتا هي مركز مقاطعة فولتن، ويمتد جزء صغير من المدينة شرقا إلى مقاطعة ديكالب.
تأسست أتلانتا في عام 1837على تقاطع خطين للسكك الحديدية، ونهضت المدينة من رماد الحرب الأهلية الأمريكية لتصبح مركزا وطنيا للتجارة. في العقود التي تلت حركة الحقوق المدنية، اكتسبت المدينة سمعة بأنها «منشغلة عن الكراهية» وذلك لآراء مواطنيها وقادتها التقدمية نسبيا مقارنة بالمدن الأخرى في الجنوب العميق. حققت أتلانتا مكانة دولية، وأصبحت مركز النقل الأساسي في جنوب شرق الولايات المتحدة، وذلك عبر الطرق السريعة والسكك الحديدية والنقل الجوي، وأصبح مطار هارتسفيلد جاكسون الدولي أكثر المطارات ازدحاما في العالم منذ عام 1998.
صنفت مدينة أتلانتا بأنها مدينة عالمية لما لها من تأثير كبير على التجارة والتمويل والبحث والتكنولوجيا والتعليم والإعلام والفن والترفيه. وتحتل المرتبة الأربعين بين مدن العالم والثامنة في الأمة من حيث الناتج المحلي الإجمالي البالغ 270 مليار دولار. ويعتبر اقتصاد أتلانتا متنوعا، وتشمل القطاعات المهيمنة الخدمات اللوجستية والمهنية والتجارية، وعمليات الإعلام، وتكنولوجيا المعلومات. تتميز أتلانتا بخصائص طبوغرافية تشمل التلال والغابات الكثيفة. وقد زاد عدد أحياء أطلنطا بداية الألعاب الأوليمبية عام 1996 التي أقيمت في المدينة، وزادت مجددا في القرن الحادي والعشرين، مما أدى إلى تغيير التركيبة السكانية والسياسة والثقافة في المدينة.